# Football à sept

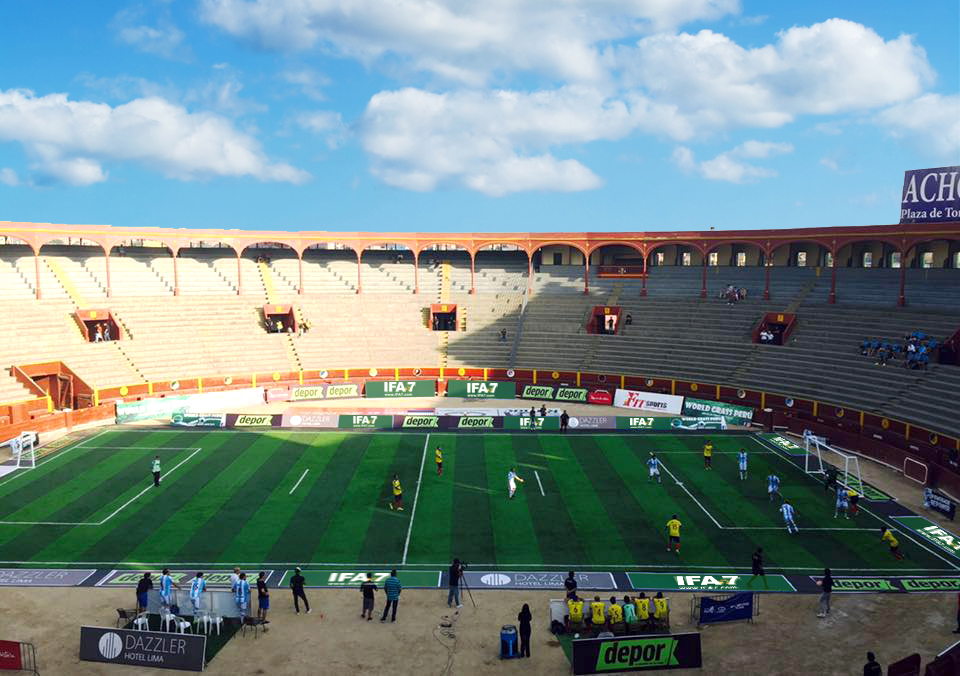
IFA7 International Challenge à Plaza Acho au Pérou, en 2025.

Le football à sept est un sport collectif qui se joue principalement au pied avec un ballon sphérique. Il oppose deux équipes de sept joueurs sur un terrain gazonné. L'objectif de chaque camp est de mettre le ballon dans le but adverse, sans utiliser les bras, et de le faire plus souvent que l'autre équipe.
Le football à sept est surtout pratiqué en Amérique latine, mais également en Europe, en Amérique du Nord et en Afrique.
Il est régi par une fédération internationale, l'Association internationale de football à sept (en anglais : International Football Association 7 (IFA7) dont le siège est à Calgary au Canada. L'IFA7 est complètement indépendante de la Fédération internationale de football association (FIFA).

## Règles
Règles du jeu :
Nombre de joueurs : 7x7
Taille du terrain : longueur min. 45,00 m., max. 55,00 m.; largeur min. 25,00 m., max. 35,00 m.
Temps de jeu : 2 mi-temps de 25 min. (15x15 ou 20x20 pour les plus jeunes)

## Compétitions
Au niveau international, l'IFA7 organise plusieurs compétitions qui opposent différentes équipes nationales ou de clubs :
- IFA7 Continental Cup
- IFA7 Nations Cup
- IFA7 World Clubs Championship
- IFA7 Copa America
- IFA7 European Cup